# Luc Deflo
Luc Deflo (Mechelen, 27 februari 1958 – aldaar, 26 november 2018) was een Vlaams schrijver.

## Loopbaan
Luc Deflo debuteerde in 1999 met Naakte zielen, zijn eerste psychologische thriller rond het speurdersduo Deleu en Bosmans. Na zeven thrillers rond Bosmans en Deleu, ging Deflo voor een nieuwe uitdaging. Weerloos (2005) was het begin van een nieuwe reeks met Cel 5 in de hoofdrol, vijf speurders op zoek naar verdwenen kinderen. Behalve boeken heeft Luc Deflo ook toneelstukken, luisterspelen en scenario’s geschreven.
Er waren plannen om zijn debuutroman Naakte zielen te verfilmen, maar uiteindelijk ging dat project niet door.

## Privé
Luc Deflo was gehuwd met schrijfster Sormaria Marchan en woonde in Brussel. Naast het schrijverschap was hij organisatieadviseur bij KBC Groep. Hij overleed op 60-jarige leeftijd in het AZ Sint-Maarten in zijn geboortestad, aan de gevolgen van pancreaskanker.

## Stijl
Deflo's thrillers handelen meer over waarom iemand een misdaad begaat, dan over Who's done it??

## Prijzen
In 2008 ontving hij de Hercule Poirotprijs met zijn boek Pitbull.